# Chiềng An
Chiềng An là một phường thuộc thành phố Sơn La, tỉnh Sơn La, Việt Nam.
Phường Chiềng An có diện tích 22,63 km², dân số năm 2006 là 4.951 người, mật độ dân số đạt 219 người/km².